# Gare de La Louvière-Centre
La gare de La Louvière-Centre est une gare ferroviaire belge des lignes : 112, de Marchienne-au-Pont à La Louvière-Centre, 116, de Manage à La Louvière-Centre et 118, de La Louvière-Centre à Mons, située à proximité du centre de la ville de La Louvière dans la province de Hainaut en Région wallonne.
Elle est mise en service en 1848 par les chemins de fer de l'État-Belge. C'est une gare de la Société nationale des chemins de fer belges (SNCB) desservie par des trains InterCity (IC), Suburbains (S62), Omnibus (L) et d'Heure de pointe (P).

## Situation ferroviaire
Établie à 119 m d'altitude, la gare de La Louvière-Centre est située au point kilométrique (PK) 20,3 de la ligne 112, Marchienne-au-Pont à La Louvière-Centre, après la gare ouverte de La Louvière-Sud, et au PK 6,6 de la ligne 116, de Manage à La Louvière-Centre, après la gare ouverte de Manage. Elle est également l'origine de la ligne 118, de La Louvière-Centre à Mons.

## Histoire
La station de La Louvière est mise en service le 20 janvier 1848 par l'administration des chemins de fer de l'État-Belge, lors de l'ouverture à l'exploitation de la ligne de Manage à La Louvière.
Le nom de la gare fut changé en La Louvière-Centre en 1983 afin de la distinguer de la gare de La Louvière-Sud ouverte cette année-là.

## Service des voyageurs

### Accueil
Gare SNCB, elle dispose d'un bâtiment voyageurs, avec guichet, ouvert tous les jours. Elle propose des aménagements, équipements et services pour les personnes à la mobilité réduite. Un buffet était auparavant installé dans le bâtiment.
Un passage souterrain permet la traversée des voies et le passage d'un quai à l'autre.
Mais malgré de nombreuses récriminations, les voyageurs ne peuvent y disposer d'aucune toilette.

### Desserte
La Louvière-Centre est desservie par des trains InterCity (IC), Suburbains (S62), Omnibus (L) et d'Heure de pointe (P) de la SNCB, qui effectuent des missions sur les lignes 108, 117 et 118 (voir brochures SNCB).
En semaine, la desserte comprend les trains suivants (cadencés toutes les heures sauf les trains S supplémentaires et les trains P)
- des trains IC-11 Binche - La Louvière-Sud - Braine-le-Comte - Bruxelles-Midi - Malines - Turnhout ;
- des trains S62 La Louvière-Sud - Braine-le-Comte (le premier et le dernier de la journée prolongés vers Binche) ;
- des trains S62 Luttre - Charleroi-Central via La Louvière ;
- un train S62 supplémentaire Luttre - La Louvière-Sud (le matin, uniquement dans le sens Luttre - La Louvière) ;
- un train P Schaerbeek - Binche (vers Schaerbeek le matin, retour en fin de journée) ;
- un unique train P Manage - Quévy (le matin) ;
- un unique train P Mons - Manage (l’après-midi).

Les week-ends et jours fériés, il existe une desserte plus réduite :
- des trains IC-11 Binche - Schaerbeek (toutes les heures) ;
- des trains S62 La Louvière-Centre - Charleroi-Central via Morlanwelz et Piéton (toutes les deux heures) ;
- des trains S62 La Louvière-Centre - Charleroi-Central via Manage, Luttre (toutes les deux heures) ;
- un unique train P entre Binche et Louvain-la-Neuve le dimanche soir.

### Intermodalité
Un parc pour les vélos et un parking pour les véhicules y sont aménagés. Des bus desservent la gare.

## Comptage voyageurs
Ce graphique et tableau montre le nombre de voyageurs embarquant en moyenne durant la semaine, le samedi et le dimanche.
| Nombre de passagers qui embarquent à la gare de La Louvière-Centre | Nombre de passagers qui embarquent à la gare de La Louvière-Centre | Nombre de passagers qui embarquent à la gare de La Louvière-Centre | Nombre de passagers qui embarquent à la gare de La Louvière-Centre |
|                                                                    | Semaine                                                            | Samedi                                                             | Dimanche                                                           |
| ------------------------------------------------------------------ | ------------------------------------------------------------------ | ------------------------------------------------------------------ | ------------------------------------------------------------------ |
| 1977                                                               | 4 002                                                              | 830                                                                | 714                                                                |
| 1978                                                               | 3 414                                                              | 952                                                                | 595                                                                |
| 1979                                                               | 2 949                                                              | 499                                                                | 413                                                                |
| 1980                                                               | 2 979                                                              | 1 038                                                              | 953                                                                |
| 1981                                                               | 3 774                                                              | 966                                                                | 995                                                                |
| 1982                                                               | 3 085                                                              | 1 067                                                              | 1 157                                                              |
| 1983                                                               | 2 806                                                              | 887                                                                | 795                                                                |
| 1984                                                               | 3 285                                                              | 701                                                                | 588                                                                |
| 1985                                                               | 2 954                                                              | 972                                                                | 697                                                                |
| 1986                                                               | 2 841                                                              | 767                                                                | 487                                                                |
| 1987                                                               | 3 231                                                              | 1 009                                                              | 821                                                                |
| 1988                                                               | 3 582                                                              | 833                                                                | 689                                                                |
| 1989                                                               | 3 147                                                              | 1 053                                                              | 691                                                                |
| 1990                                                               | 2 765                                                              | 901                                                                | 631                                                                |
| 1991                                                               | 3 219                                                              | 743                                                                | 551                                                                |
| 1992                                                               | 2 923                                                              | 894                                                                | 641                                                                |
| 1993                                                               | 2 724                                                              | 849                                                                | 642                                                                |
| 1994                                                               | 2 872                                                              | 526                                                                | 429                                                                |
| 1995                                                               | 2 590                                                              | 484                                                                | 347                                                                |
| 1996                                                               | 2 581                                                              | 454                                                                | 348                                                                |
| 1997                                                               | 2 488                                                              | 490                                                                | 377                                                                |
| 1998                                                               | 2 074                                                              | 525                                                                | 342                                                                |
| 1999                                                               | 1 664                                                              | 416                                                                | 349                                                                |
| 2000                                                               | 1 885                                                              | 521                                                                | 314                                                                |
| 2001                                                               | 1 775                                                              | 450                                                                | 330                                                                |
| 2002                                                               | 1 553                                                              | 390                                                                | 332                                                                |
| 2003                                                               | 1 617                                                              | 478                                                                | 374                                                                |
| 2004                                                               | 1 884                                                              | 568                                                                | 346                                                                |
| 2005                                                               | 1 761                                                              | 574                                                                | 462                                                                |
| 2006                                                               | 1 886                                                              | 632                                                                | 433                                                                |
| 2007                                                               | 2 099                                                              | 649                                                                | 430                                                                |
| 2008                                                               | -                                                                  | -                                                                  | -                                                                  |
| 2009                                                               | 1 357                                                              | 525                                                                | 441                                                                |
| 2010                                                               | -                                                                  | -                                                                  | -                                                                  |
| 2011                                                               | -                                                                  | -                                                                  | -                                                                  |
| 2012                                                               | 1 366                                                              | 520                                                                | 456                                                                |
| 2013                                                               | 1 389                                                              | 416                                                                | 372                                                                |
| 2014                                                               | 1 403                                                              | 649                                                                | 591                                                                |
| 2015                                                               | 1 205                                                              | 512                                                                | 515                                                                |
| 2016                                                               | 1 166                                                              | 557                                                                | 659                                                                |
| 2017                                                               | 1 197                                                              | 1 042                                                              | 805                                                                |
| 2018                                                               | 1 242                                                              | 611                                                                | 404                                                                |
| 2019                                                               | 1 330                                                              | 935                                                                | 704                                                                |
| 2020                                                               | 950                                                                | 643                                                                | 500                                                                |
| 2021                                                               | -                                                                  | -                                                                  | -                                                                  |
| 2022                                                               | 1 234                                                              | 1 624                                                              | 1 182                                                              |
| 2023                                                               | 1 338                                                              | 1 169                                                              | 998                                                                |
| 2024                                                               | 1 492                                                              | 1 230                                                              | 1 085                                                              |

## Galerie de photographies

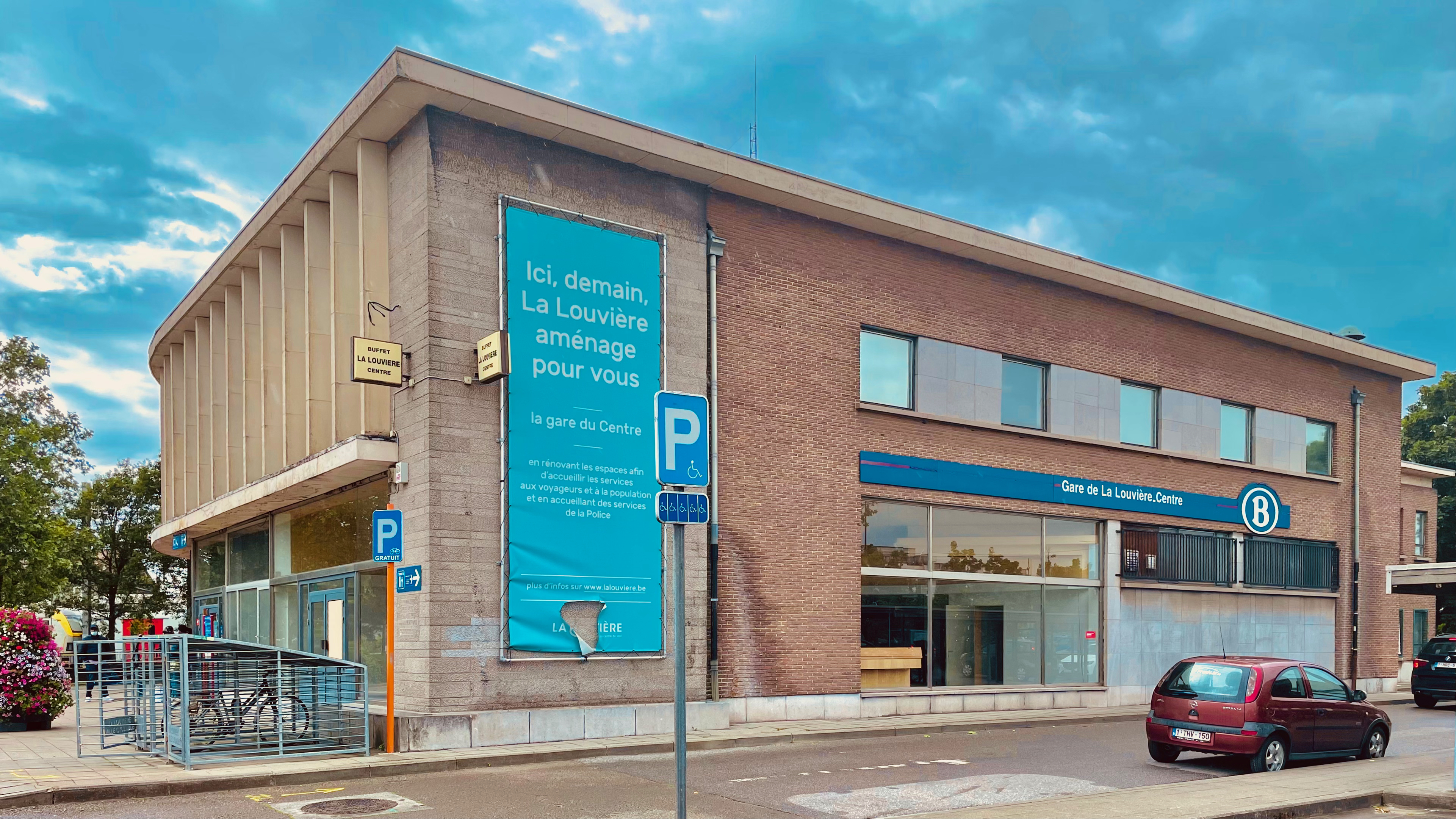
Parking PMR.
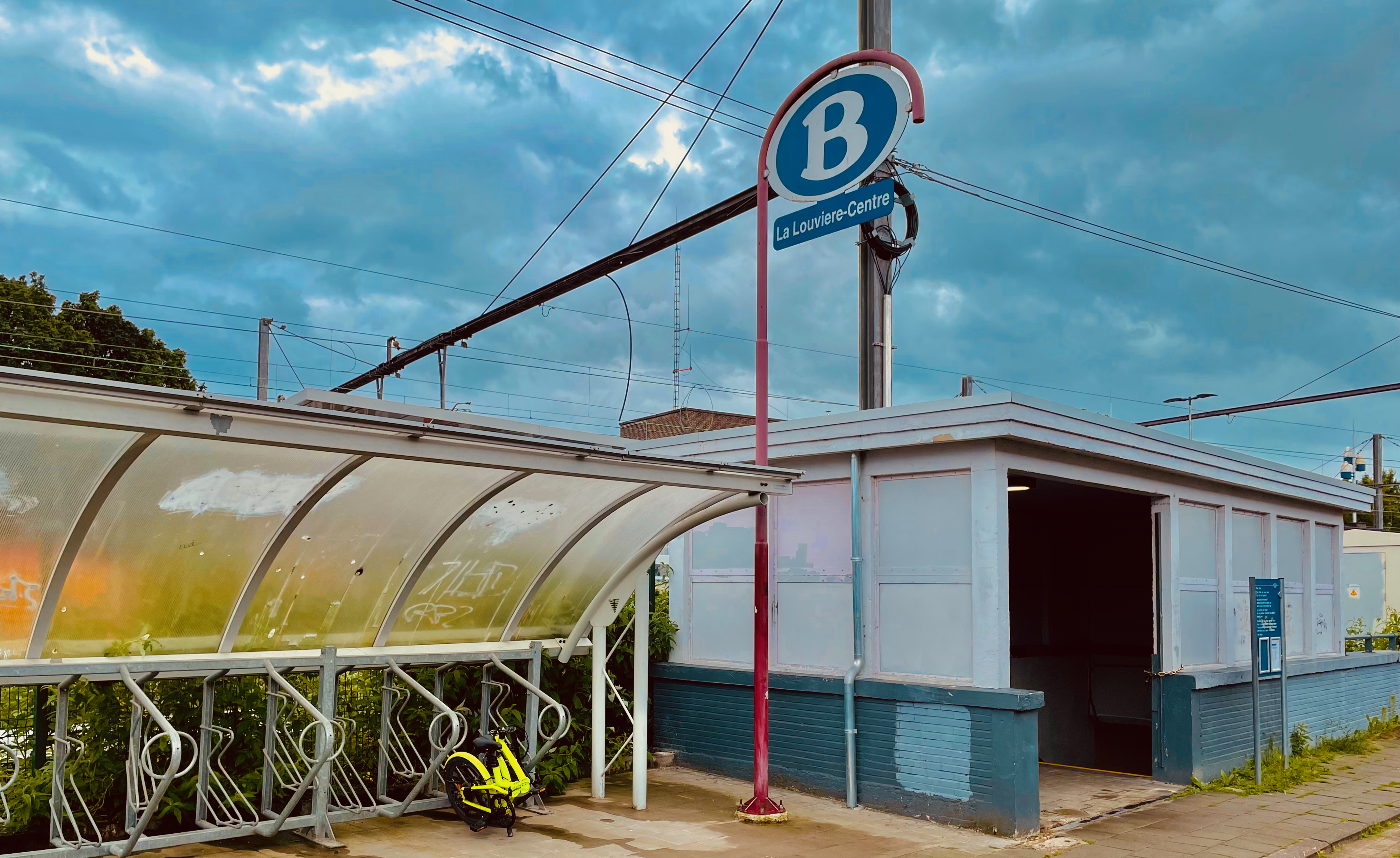
Tunnel.
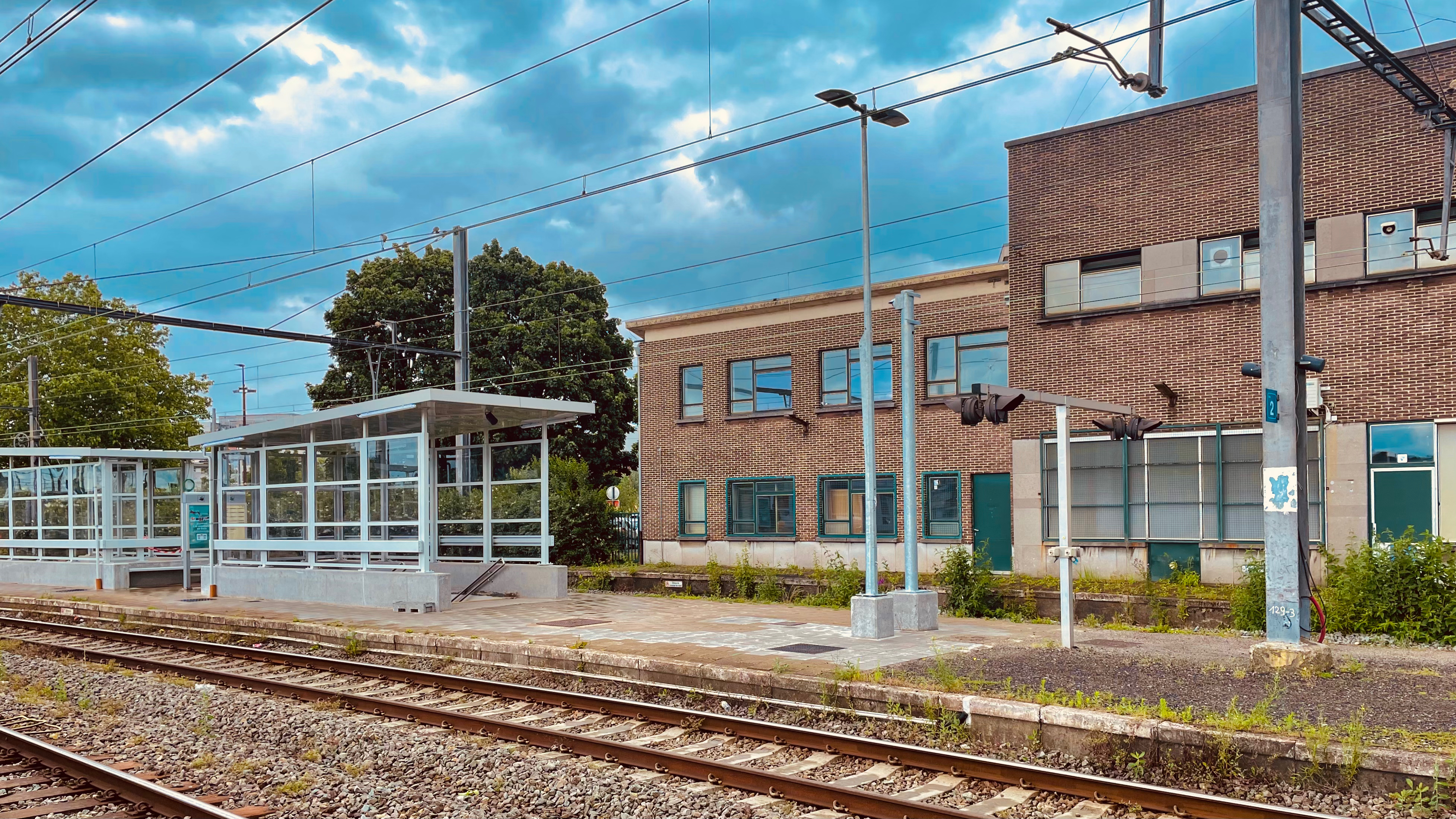
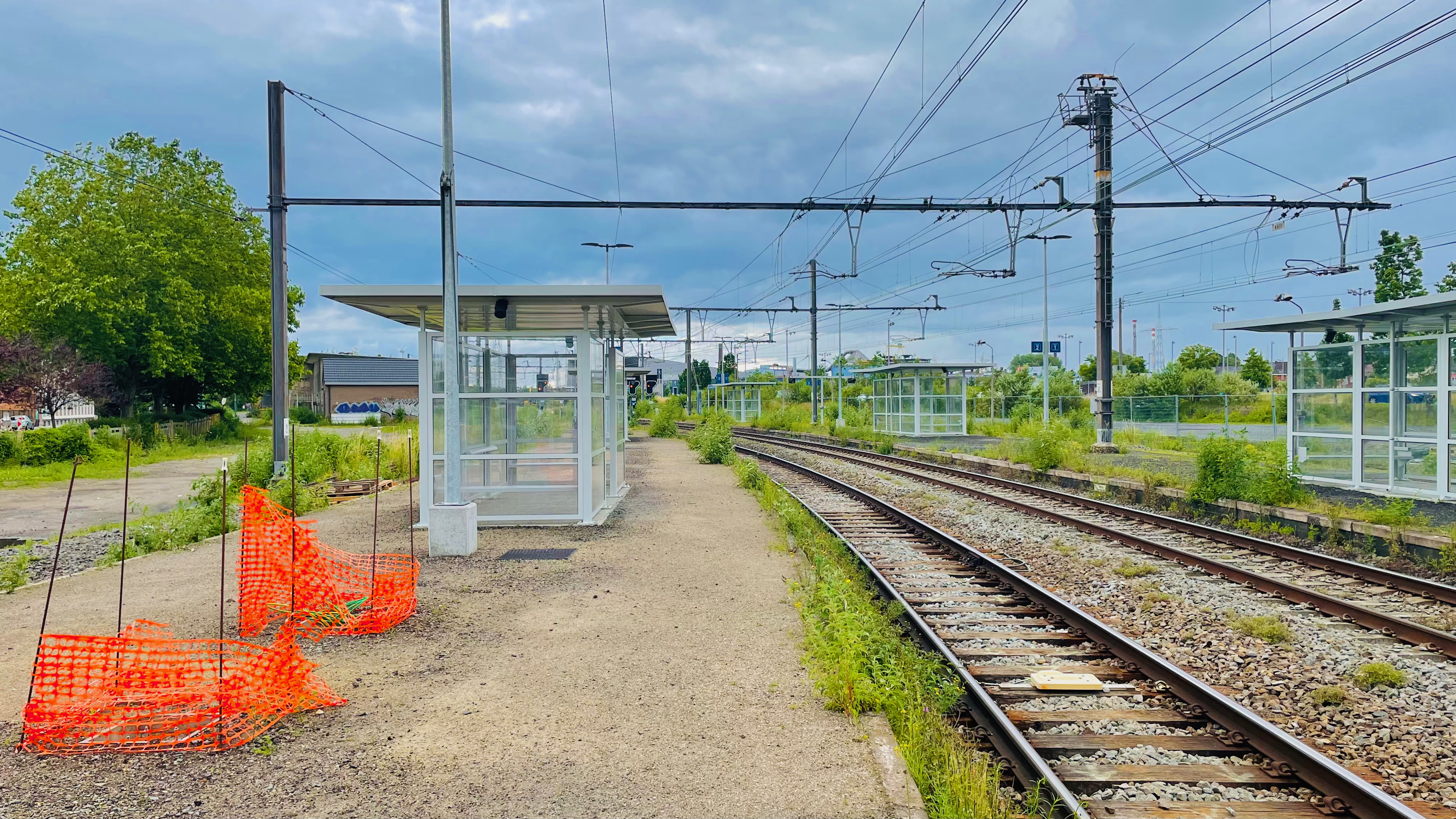
Quais.
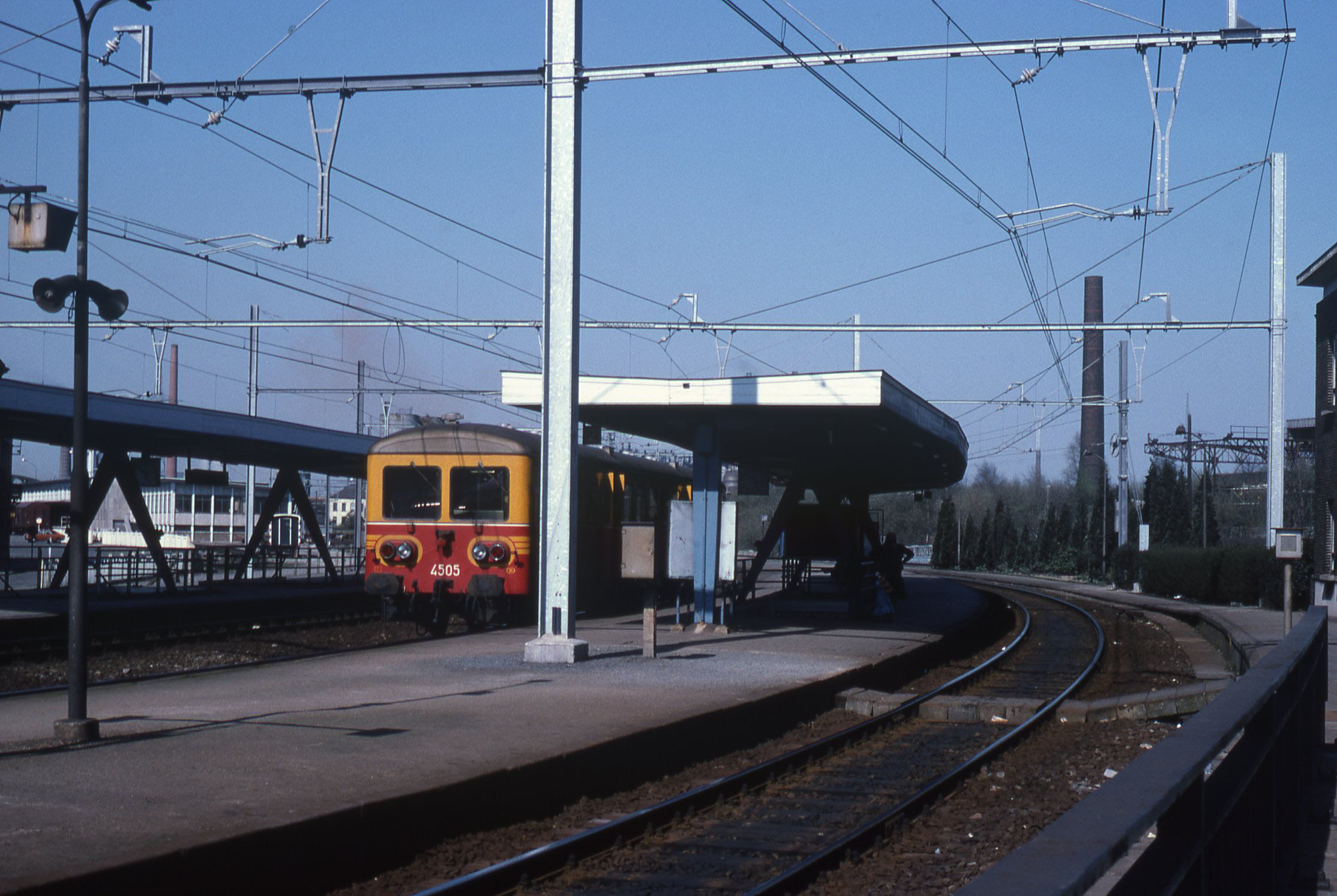
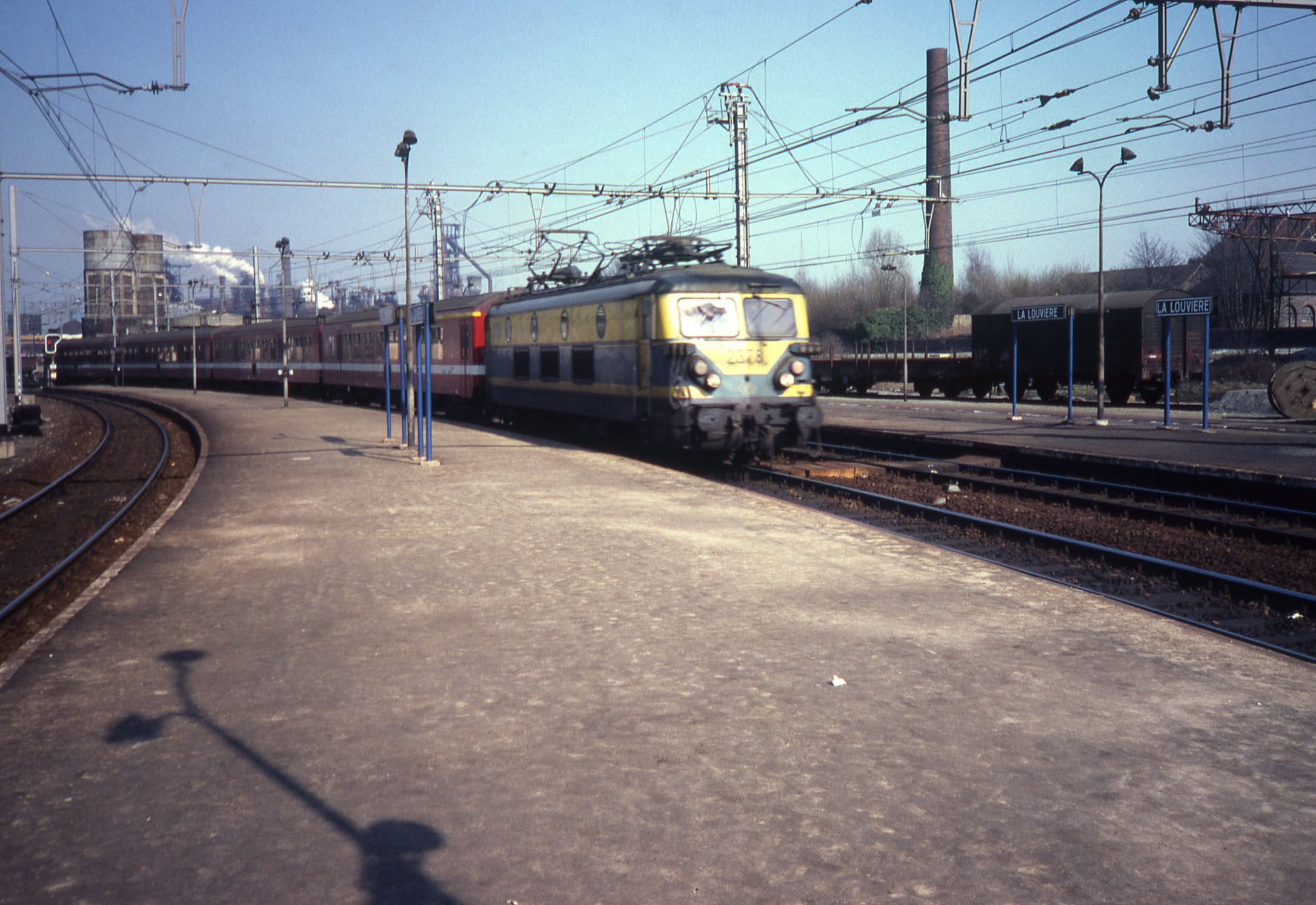
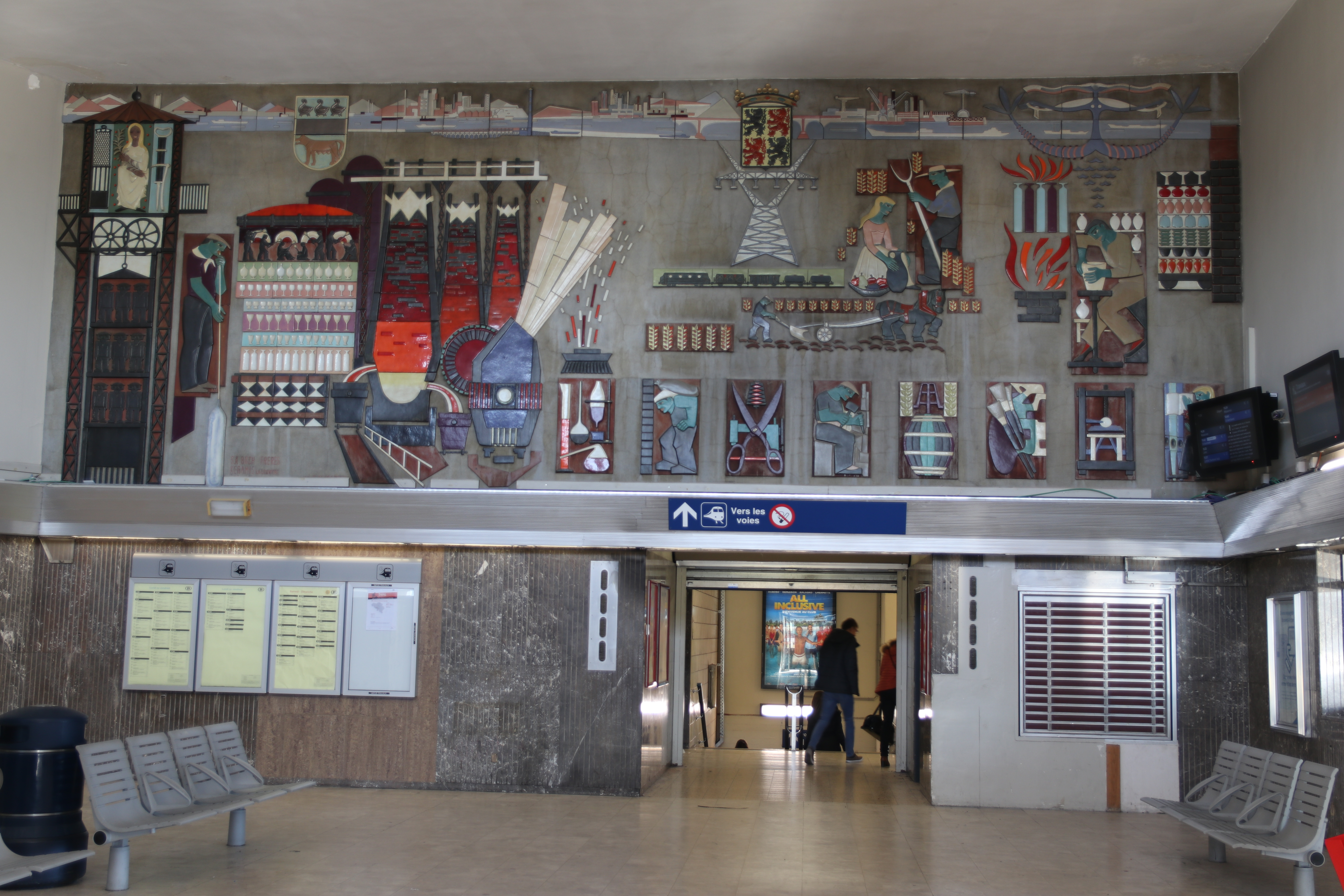